# Parque nacional Cumbres del Ajusco
El Parque Nacional Cumbres del Ajusco es uno de los parques nacionales que se ubican en las cercanías de la Ciudad de México, y también de los más conocidos entre sus habitantes, quizá  por la elevación conocida como el Ajusco (que da nombre al parque) que es visible desde cualquier punto de la ciudad y que supera los 3900 metros de altura. 
Dentro de sus límites se encuentran zonas boscosas compuestas por especies de pino y encino y algunas zonas cubiertas por pastizales de alta montaña que forman paisajes naturales de gran belleza muy visitados entre los fines de semana y principalmente en época de invierno, cuando en ocasiones se presentan ligeras nevadas en las zonas altas.
Sus bosques y parte de la extensión de este parque se encuentran amenazados por la mancha urbana que se ha expandido sin control sobre las partes bajas cercanas a la zona del parque, fenómeno que se ha presentado desde mediados del siglo XX.
Su territorio comprende las alcaldías La Magdalena Contreras y Tlalpan de la Ciudad de México, los municipios mexiquenses de Xalatlaco y Tianguistenco, así como parte del municipio de Huitzilac del estado de Morelos.

## Decreto
La fecha del decreto de creación del Parque Nacional Cumbres del Ajusco  fue el 23 de septiembre de 1936, y publicada en el Diario Oficial de la Federación.
Un decreto publicado el 19 de mayo de 1937 modificó su extensión original reduciéndola.

## Aspectos físicos

### Ubicación
Este parque comprende dentro de los límites del Distrito Federal, al sur de la Ciudad de México, abarcando dentro de su extensión territorial la parte sur de la delegación de Tlalpan que corresponde a la zona de alta montaña y la cadena montañosa que cierra la parte sur del valle de México
El acceso a este lugar desde la Ciudad de México se realiza por la carretera conocida como Picacho - Ajusco, la cual origina a la altura de la vía rápida conocida como Periférico, en la parte sur, justo en la zona habitacional y de comercio denominada como Picacho, ubicada esta al Sur del Pedregal de San Ángel. Esta vía atraviesa algunos asentamientos humanos ubicados en la base del sistema montañoso de la Sierra de Ajusco-Chichinauhtzin, al cual pertenece el parque.
Desde el Estado de México en la parte centro - occidental, se realiza el acceso por la carretera denominada Chalma - Ajusco, que conecta a la población de Chalma con la Ciudad de México.

### Orografía
El área que comprende el parque se encuentra ubicado dentro del sistema montañoso conocido comúnmente como la Sierra de Ajusco-Chichinauhtzin, que delimita una enorme porción de la parte Sur de la cuenca del Valle de México, limitando con la Sierra de las Cruces al Oeste, y al este con la Sierra Nevada. Todos estos sistemas de montañas forman parte del Eje Neovolcánico que atraviesa la parte central del país.
La altura máxima que alcanza el punto más elevado de este parque es de 3,937 m s. n. m., que corresponde a la elevación conocida como el "La Cruz del Marqués", el cual alcanza una altura desde el Valle de México que sobrepasa los 1,400 metros. Frecuente y erróneamente se dice que el punto más alto es el "Pico del Águila" pero es, en realidad una ilusión óptica que es causada por el punto de vista del observador: si se está observando esta formación desde la Ciudad de México, PARECE evidente que el "Pico del Águila" es mucho más alto; sin embargo, si el observador está parado en "La Cruz del Marqués" y gira su cuerpo en dirección a la Ciudad de México la realidad salta a la vista. El "Pico del Águila" en notablemente más bajo que "La Cruz del Marques".

### Hidrografía
Las lluvias que se presentan en sus zonas medias y altas no forman ríos, ya que las corrientes generadas por estas mismas precipitaciones son atrapadas a través de la roca volcánica que es muy común en la zona y que forma ríos subterráneos, mismos que alimentan algunos manantiales en las partes bajas de la sierra. Los más conocidos de estos manantiales son el de Xochimilco (que alimenta al mismo lago y también a la Ciudad de México), el de Nativitas y el del parque de las Fuentes Brotantes en Tlalpan.

### Clima

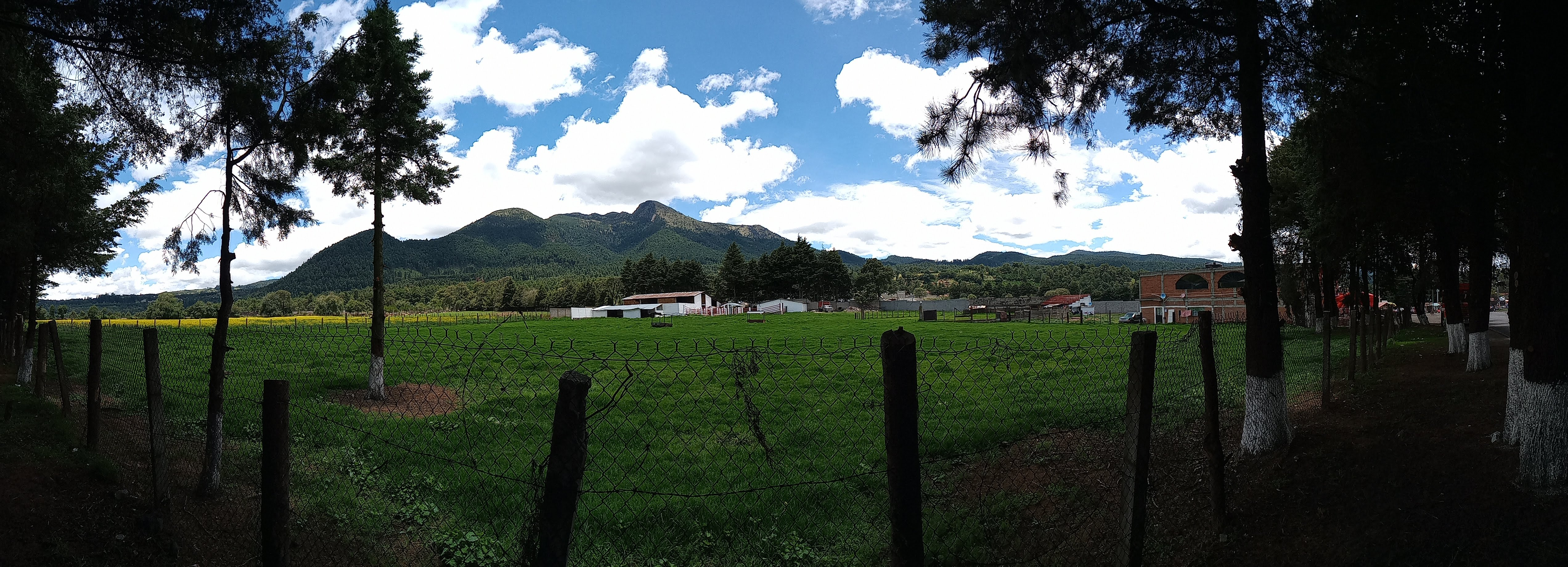
Cumbres del Ajusco

A saber que en este parque nacional por su altura y ubicación se pueden distinguir 3 tipos de climas: El templado, que presenta lluvias en verano, el templado con lluvias todo el año y el clima polar de tundra en las alturas superiores a los 3,000 m s. n. m., este último presenta nevadas en los meses de invierno, cuando la temperatura llega a descender de los 0 °C.

## Flora y fauna
De acuerdo al Sistema Nacional de Información sobre Biodiversidad de la Comisión Nacional para el Conocimiento y Uso de la Biodiversidad (CONABIO) en el Parque Nacional Cumbres del Ajusco habitan más de 520 especies de plantas y animales de las cuales 30 se encuentran dentro de alguna categoría de riesgo de la Norma Oficial Mexicana NOM-059  y 20 son exóticas.
A pesar de ser una zona amenazada por la extensión de la mancha urbana, pose una gran diversidad en flora y fauna y algunas de tipo endémico, que corresponden a la que se puede hallar en la zona del Eje Neovolcánico.

### Flora
Compuesta principalmente por varias especies de árboles de las familias del pino, del  abeto, del encino y del junípero, así como el madroño, de las cuales algunas de todas éstas especies son endémicas de la región y cubren desde los medianos y pequeños valles de su accidentada geografía hasta las precipitadas laderas. Se encuentran presentes en algunas de las grandes zonas planas y abiertas los pastizales que son propios de las altas montañas.
La especie de abeto más común en el parque es Abies religiosa, comúnmente conocida como oyamel (palabra de origen náhuatl). Crece en altitudes que van desde los 2.700 a 3.500 m s. n. m. Este árbol prefiere los suelos ricos en materia orgánica, con humedad durante la mayor parte del año.
Los bosques de pino son los que están a una altura que parte de los 2.350 a 4.000 m s. n. m. y las especies que se encuentran son el Pinus leiophylla, Pinus montezumae, Pinus rudis y Pinus teocote. La variedad conocida como Pinus hartwegii que se presenta en el parque se encuentra amenazada en algunos lugares por la tala clandestina.
El encino se encuentra representado por las siguientes especies: Quercus rugosa, Quercus laeta, Quercus laurina, Quercus deserticola y Quercus crassipes.
Los juniperos se mantienen en espacios abiertos, se les aprecia en pequeños grupos en laderas.

### Fauna
Se compone principalmente por: tlacuache, musaraña, ratones,
coyote, comadreja, zorrillo, gato montés, conejo de los volcanes, ardillas (del ajusco y del pedregal), víboras, de las que se encuentran las especies de coralillo y cascabel y culebrita de agua; en los hoyancos de las cumbres hay murciélagos. Algunas especies están amenazadas y en peligro de extinción.
En cuanto a las aves, las zonas que son retiradas a la mancha urbana son el refugio de algunas especies del lugar como: El gorrión, la calandria, la alondra, el pájaro carpintero, la golondrina, el reyezuelo, el azulejo. Se ha reportado la existencia de águilas en la zona y cuando hay carroña, aparecen los zopilotes, que ya están desaparecidos en algunas zonas del Valle de México.

## Actividades recreativas
Muchos de los visitantes que acuden al parque nacional generalmente van al lugar los fines de semana ya sea para desayunar en algunos de los puestos de comida mexicana ubicados sobre la carretera Picacho - Ajusco, o por lo que en general la mayoría son atraídos: La contemplación del paisaje, ya que se pueden obtener hermosas vistas de la ciudad y del valle desde este lugar sobre todo en los meses de invierno cuando llegan a caer nevadas.
Así también acuden al lugar para practicar principalmente el excursionismo, senderismo y el alpinismo. Algunos jóvenes exploradores se instalan en el lugar los fines de semana. De hecho para quienes practican el alpinismo en el kilómetro 21.5 de la carretera Picacho - Ajusco se encuentra instalado un albergue cercano al Valle de la Cantimplora y en el kilómetro 15 de la carretera Picacho – Ajusco se encuentra un laberinto.

### Práctica de deportes extremos
Desde comienzos de la última década del siglo XX se han instalado en la zona, sobre todo en algunas de las comunidades ejidales asentadas en el lugar, algunos sitios que ofrecen a los visitantes la práctica de deportes extremos como el enduro, el motocross, la renta de cuatrimotos, y sobre todo, de la práctica de gotcha. Se ofrece una de las mejores zonas en toda la Ciudad de México y de Latinoamérica para practicar estos deportes, incluso en una de las zonas se puede practicar el descenso en bicicleta de montaña.
Sin embargo, para que se puedan realizar este tipo de deportes extremos, algunas zonas del parque han sido deforestadas para adecuar el suelo y el espacio, sin que las autoridades correspondientes puedan ordenar alguna regulación al respecto.
Aunque es claro que en ocasiones el estado de los árboles sí puede constituir un peligro para la integridad física o el patrimonio de la gente. O que, simplemente, para evitar riesgos, se realicen podas que contribuyan al crecimiento adecuado del individuo arbóreo. Asimismo, los árboles pueden convertirse en obstrucciones o posibilidad de daño al cableado eléctrico, por ejemplo; en estos casos es necesario podar, pero debe hacerse conforme a la normativa. En este sentido, la PAOT ha estado trabajando en coordinación con la Compañía de Luz y Fuerza del Centro para lograr que las podas que se hacen para liberar los cables de energía eléctrica cumplan con lo especificado. De tal manera, los trabajos de poda o aún de tala y derribo del arbolado urbano se pueden hacer, pero primero es necesario obtener una autorización por parte de la delegación en la que se encuentra el árbol. Ante una solicitud para poda, derribo o tala, las autoridades delegacionales deben realizar un dictamen técnico que establezca la pertinencia o no del acto y que especifique las condiciones en que se debe llevar a cabo. Hay una norma especial (Norma Ambiental para el Distrito Federal NADF-001-RNAT-2002) que especifica cómo se debe tratar cada especie, qué instrumentos y qué técnicas se deben usar según el caso.
Además de las sanciones administrativas y las multas que se pueden imponer por la afectación a los árboles, el Código Penal del Distrito Federal tipifica como delito ambiental –que puede acarrear penas hasta de seis años de prisión- las acciones que conlleven la muerte de uno. Y hay instituciones como la PAOT, la Fiscalía Especializada en Delitos Ambientales de la Procuraduría General Judicial del Distrito Federal o la Secretaría del Medio Ambiente del DF que están facultadas para conducir investigaciones que, en última instancia, pueden desembocar en procesos de tipo penal.